# استیون جی راس
استیون جی راس (انگلیسی: Steve Ross؛ ۱۷ سپتامبر ۱۹۲۷ – ۲۰ دسامبر ۱۹۹۲) کارآفرین، بازرگان و مدیر ارشد اجرایی آمریکایی بود، که شرکت کینی نشنال را در سال ۱۹۶۶ و گروه تایم وارنر در سال ۱۹۹۰ تأسیس نمود.